# 고권삼
고권삼(高權三, 1901년 5월 31일~?)은 한국의 역사학자이다.

## 생애
제주도 남제주군 출신이다. 1927년에 와세다 대학 정경학부를 졸업한 뒤 일본에 머물면서 역사 연구를 수행했다. 와세다 대학 재학 중일 때 고향인 남제주군 성산읍에서 청년회를 조직하는 등 계몽 운동을 벌여 경찰이 요시찰 인물로 주목하기도 했으며, 이후에도 아리랑 연구에 몰두하는 등 민족주의적 면모를 보였다.
와세다 대학 연구실을 거쳐 오사카시에서 활동하였고, 1933년 《근세조선흥망사》, 1937년 《극동의 위기직면》 등 저서를 출간하기도 했다. 이 무렵 고권삼의 《조선근대정치사》는 민족의식을 고취시키는 위험한 서적으로 평가되었다.
그러나 일제강점기 말기에는 황도철학이라는 어용 학문을 연구해 다수의 논설을 발표한 일이 있다. 이로 인해 2008년 민족문제연구소가 친일인명사전에 수록하기 위해 선정한 친일인명사전 수록예정자 명단 중 해외 부문에 포함되었다.
태평양 전쟁 종전 후에 동국대학교 교수로 부임했다. 동시에 서울대학교에서 강사로 일하면서 《조선정치사》(1948)를 출간했다.
대한민국 제2대 총선에서는 고향 남제주군에서 무소속으로 출마했으나 낙선했다. 한국 전쟁 중 서울에서 실종되어 납북된 것으로 알려졌다. 실종 당시 연령은 50세 전후였다.

## 참고자료
- 고권삼(高權三) - 국사편찬위원회